# Borrby socken
Borrby socken i Skåne ingick i Ingelstads härad, med delar före 1900 i Järrestads härad, uppgick 1969 i Simrishamns stad och området  ingår sedan 1971 i Simrishamns kommun och motsvarar från 2016 Borrby distrikt.
Socknens areal är 35,97 kvadratkilometer varav 35,83 land. År 2000 fanns här 1 589 invånare. Badorterna Mälarhusen och Borrby strand, orten Sandby samt tätorten Borrby med sockenkyrkan Sankta Maria kyrka ligger i socknen.

## Administrativ historik
Socknen har medeltida ursprung. 
Vid kommunreformen 1862 övergick socknens ansvar för de kyrkliga frågorna till Borrby församling och för de borgerliga frågorna bildades Borrby landskommun. Landskommunen utökades 1952 och uppgick 1969 i Simrishamns stad som 1971 ombildades till Simrishamns kommun. Församlingen uppgick 2000 i Borrby-Östra Hoby församling.
1 januari 2016 inrättades distriktet Borrby, med samma omfattning som församlingen hade 1999/2000.  
Socknen har tillhört län, fögderier, tingslag och domsagor enligt vad som beskrivs i artikeln Ingelstads härad. De indelta soldaterna tillhörde Södra skånska infanteriregementet, Ingelsta kompani och Skånska dragonregementet, Borreby skvadron, Borreby kompani.

## Geografi
Borrby socken ligger söder om Simrishamn på Österlen med Östersjökusten i öster. Socknen är en odlingsbygd.

## Fornlämningar
Drygt 25 boplatser och en gånggrift från stenåldern är funna. Från bronsåldern finns gravhögar och gravfynd. Från järnåldern finns flatmarksgravar. 

## Namnet
Namnet skrevs i mitten av 1100-talet Burgaby och kommer från kyrkbyn. Förleden innehåller borg syftande på en försvarsanläggning eller en höjd. Efterleden är by, 'gård; by'..